# 파주읍
파주읍(坡州邑)은 대한민국 경기도 파주시에 있는 읍이다.

## 역사
- 1914년 백석면(白石面) 등을 주내면(州內面)으로 합면하였다.

| 구 행정구역         | 신 행정구역 | 신 행정구역            |
| ------------------- | ----------- | ---------------------- |
| 백석면(白石面) 일원 | 주내면      | 백석리, 봉서리, 봉암리 |
| 주내면(州內面) 일원 | 주내면      | 부곡리, 연풍리, 파주리 |
| 칠정면(七井面) 일부 | 주내면      | 항양리                 |
- 1980년 12월 1일 주내면을 주내읍으로 승격하였다.
- 1983년 2월 15일 주내읍을 파주읍으로 개칭하였다.

## 행정 구역
| 법정리 | 한자명 | 행정리                                                        | 비고                   |
| ------ | ------ | ------------------------------------------------------------- | ---------------------- |
| 백석리 | 白石里 | 백석1리, 백석2리, 백석3리, 백석4리, 백석5리                   |                        |
| 봉서리 | 鳳棲里 | 봉서1리, 봉서2리, 봉서3리, 봉서4리                            | 문산차량사업소 소재지  |
| 봉암리 | 烽岩里 | 봉암1리, 봉암2리, 봉암3리, 봉암4리, 봉암5리                   |                        |
| 부곡리 | 釜谷里 | 부곡1리, 부곡2리, 부곡3리                                     |                        |
| 연풍리 | 延豊里 | 연풍1리, 연풍2리, 연풍3리, 연풍4리, 연풍5리                   |                        |
| 파주리 | 坡州里 | 파주1리, 파주2리, 파주3리, 파주4리, 파주5리, 파주6리, 파주7리 | 읍 행정복지센터 소재지 |
| 향양리 | 向陽里 | 향양1리, 향양2리, 향양3리                                     |                        |

## 문화재
- 윤곤선생묘 - 경기도 기념물 제106호
- 파주향교 대성전 - 경기도 문화재 자료 제83호
- 화평옹주.박명원의 묘(파주리 부대안에 위치)